# 莫里茲·日格蒙德圓環

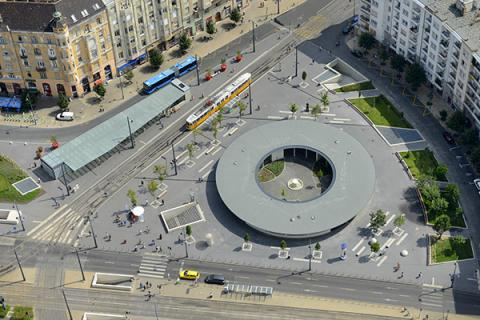
日格蒙德·莫里茲圓環

莫里兹·日格蒙德圆环（Móricz Zsigmond körtér）是匈牙利首都布達佩斯的一個廣場。日格蒙德·莫里茲圓環位於布達佩斯第十一區。圓環得名於匈牙利著名作家莫里茲·日格蒙德。在1956年匈牙利革命時期，這裡曾經發生激烈戰鬥。布達佩斯地鐵4號線經過這裡。